# Forăști
Forăști is een Roemeense gemeente in het district Suceava.
Forăști telt 4928 inwoners.